# Hans von Helms

Hans von Helms

Hans von Helms (* 25. Mai 1899 in Schiffbek; † 13. Dezember 1980 in Bernried) war ein deutscher politischer Funktionär und Politiker (NSDAP). Er war u. a. Mitglied des Reichstags und Ministerialbeamter.

## Leben und Tätigkeit

### Frühes Leben
Den Schulbesuch absolvierte Helms am Johanneum in Hamburg, wo er 1917 während des Ersten Weltkriegs das Notabitur ablegte, um als Freiwilliger beim Militär einzutreten.
Nach dem Krieg studierte Helms Physik und Mathematik in Hamburg, Berlin und Göttingen. 1922 wurde er an der Georg-August-Universität Göttingen mit der Arbeit „Über den Einfluß der Elektronenemission auf die Temperaturverteilung in glühenden Wolframdrähten“ zum Dr. phil promoviert. Während seines Studiums wurde er Mitglied der Vereine deutscher Studenten Göttingen, Straßburg-Hamburg und Berlin.
Von 1923 bis 1930 war Helms als wissenschaftlicher Mitarbeiter in der Bergbau-Industrie tätig. Vom 31. Juli 1930 bis ins Jahr 1933 arbeitete er als wissenschaftlicher Hilfsarbeiter beim Reichspatentamt.
Politisch war Helms seit der Weimarer Zeit in der NSDAP organisiert: Im Mai 1922 trat er erstmals in die NSDAP ein. Zum 9. März 1925 schloss er sich der im Februar 1925 neugegründeten NSDAP an (Mitgliedsnummer 2.839), Im Dezember 1925 wurde er aus der Mitgliederkartei gestrichen. Im April 1930 trat er der neuen NSDAP unter Beibehaltung seiner Mitgliedsnummer ein zweites Mal bei.

### NS-Zeit
Nach der Machtübernahme der Nationalsozialisten wechselte Helms als Personalreferent in das Reichsinnenministerium. In diesem verblieb er auch nach der Zusammenlegung desselben und des Preußischen Ministeriums des Innern im Frühjahr 1934. Dort wurde er am 1. August 1933 zum planmäßigen Regierungsrat und am 1. März 1934 zum Oberregierungsrat befördert.
Von Spätsommer 1933 bis Juli 1934 fungierte Helms zudem als SA-Beauftragter im Berliner Polizeipräsidium und als Personalreferent für den höheren Polizeidienst im Innenministerium.
Zum 1. Februar 1935 trat Helms in den Stab des Stellvertreters des Führers (Rudolf Heß) ein. In diesem leitete er vier Jahre lang, von 1935 bis 1939, als Sachbearbeiter für Beamtenfragen das Beamtenreferat. Der Einfluss dieses Referats stützte sich auf eine Anordnung Hitlers vom 24. September 1935, die bestimmte, dass die staatlichen Ministerien fortan die Zustimmung der Dienststelle des Stellvertreters des Führers (und damit effektiv des dortigen Beamtenreferats) bei allen Berufungen und Beförderungen von Angehörigen der Reichsministerialbürokratie und von allen höheren Beamten auf Länderebene einholen mussten. In seiner Stellung im Stab von Heß hatte Helms im Parteidienst der NSDAP seit 1935 den Rang eines Reichsamtsleiters inne, im Staatsdienst wurde er in dieser Stellung derweil 1937 oder 1939 zum Ministerialrat befördert.
Bei der Reichstagswahl vom 29. März 1936 wurde Helms als Abgeordneter in den Reichstag gewählt. In diesem vertrat er anschließend nominell knapp neun Jahre lang, bis zum Ende der NS-Diktatur im Frühjahr 1945 den Wahlkreis 9 (Oppeln).
Im September 1939 wurde Helms zum Regierungspräsidenten von Linz beim Reichsstatthalter Oberdonau und 1940 zum Chef der Militärverwaltung von Südwest-Frankreich ernannt.
1941 kehrte Helms in das Reichs- und Preußische Ministerium des Innern zurück. Dort übernahm er, unter Beförderung zum Ministerialdirektor, die Leitung der Personalabteilung.
Im September 1942 wurde Helms als Nachfolger des verstorbenen SA-Oberführers Karl Lönneker zum ehrenamtlichen Mitglied des Volksgerichtshofs ernannt. In der SA, der er seit Anfang der 30er Jahre angehörte, erhielt er derweil Ende Januar 1942 den Rang eines SA-Gruppenführers.
Von November 1944 bis zum Kriegsende 1945 amtierte Helms schließlich als kommissarischer Landeshauptmann in Münster. Zudem übernahm er kommissarisch die Leitung der Landesversicherungsanstalt Westfalen.

### Leben nach 1945
Bei Kriegsende tauchte Helms zunächst unter. Im Juni 1945 wurde er als Landeshauptmann von der alliierten Militärregierung entlassen. Im Dezember 1945 wurde er verhaftet und kam in das Internierungslager Camp 7 in Hemer.
Ab 1952 erhielt er eine Pension als Oberregierungsrat. Von 1956 bis 1958 kam es zu juristischen Auseinandersetzungen mit dem Land Niedersachsen um die Aberkennung von Ernennungen und Beförderungen.